# Сезон ФК «Динамо» (Київ) 1944
Сезон «Динамо» (Київ) 1944 — перший повоєнний сезон «Динамо» (Київ). Команда за сезон провела лише одну офіційну гру, де вилетіла у 1/8 фіналу Кубка СРСР.

## Підготовка до сезону
Під час війни «Динамо» втратило Миколу Трусевича, Івана Кузьменка, Олексія Клименка та Миколу Коротких, які були розстріляні, та Йосипа Качкіна, що загинув під час оборони Києва.
Крім того, під час війни команду покинули захисник Василь Глазков, півзахисник Борис Афанасьєв та нападники Володимир Онищенко і Павло Комаров. Також кар'єру гравця закінчили багаторічні лідери команди Віктор Шиловський та Костянтин Щегоцький.
Замість них до команди прийшли Володимир Балакін та Василь Сухарєв з київського «Локомотива», які разом з динамівцями під час війни грали за «Старт», брати Дмитро і Семен Васильєви з Харкова, а також півзахисник Леонід Карчевський з «Червоної Армії» і нападники Іван Сєров з «Трактора» (Сталінград) та Микола Хижніков з одеського «Динамо».

## Головні події сезону
У 1944 році Микола Махиня взявся за відродження київського «Динамо», в один з найскладніших періодів в його історії. Команду практично довелося створювати заново. Махиня був одночасно її гравцем і старшим тренером. Прийнявши «Динамо» у віці 31 року, Махиня став наймолодшим тренером в історії команди.
Лише 2 травня 1944 року, після повернення радянської влади, на стадіоні «Динамо» відбулася товариська зустріч київських динамівців з московським «Спартаком». З довоєнних гравців у складі «Динамо» залишились Антон Ідзковський, Микола Махиня, Петро Лайко, Павло Віньковатов, Микола Балакін, Костянтин Калач та учасники матчів 1942 року — Макар Гончаренко і колишні гравці «Локомотива» Володимир Балакін та Василь Сухарєв.
В цьому ж сезоні динамівці здобули свій перший трофей в післявоєнний період, перемігши в розіграші Кубка УРСР.
Чемпіонат СРСР того сезону ще не відбувся. Під керівництвом Махині кияни провели лише один офіційний поєдинок на Кубок СРСР проти московського «Спартака», в якому поступилися в додатковий час 1:2, а також зіграли більше 20 товариських матчів

## Склад
| №  | Гравець            | Амплуа      | Дата народження   | І (к) | Г (к) |
| -- | ------------------ | ----------- | ----------------- | ----- | ----- |
| 1  | Антон Ідзковський  | Воротар     | 29 грудня 1907    | 1     | ‑2    |
|    | Володимир Балакін  | Захисник    | 22 травня 1911    | 1     | 0     |
|    | Абрам Лерман       | Захисник    | 17 жовтня 1922    | 1     | 0     |
|    | Василь Сухарєв     | Захисник    | 1911              | 0     | 0     |
| 4  | Володимир Гребер   | Півзахисник | 8 листопада 1911  | 0     | 0     |
|    | Дмитро Васильєв    | Півзахисник | 1919              | 1     | 0     |
|    | Семен Васильєв     | Півзахисник | 1919              | 0     | 0     |
|    | Микола Хижніков    | Півзахисник | 1919              | 1     | 0     |
| 3  | Микола Махиня      | Нападник    | 30 листопада 1912 | 1     | 0     |
| 7  | Микола Балакін     | Нападник    | 22 травня 1911    | 1     | 0     |
| 7  | Макар Гончаренко   | Нападник    | 11 квітня 1912    | 0     | 0     |
| 10 | Петро Лайко        | Нападник    | 27 вересня 1910   | 1     | 0     |
| 11 | Костянтин Калач    | Нападник    | 1914              | 1     | 1     |
| 11 | Павло Віньковатов  | Нападник    | 25 липня 1921     | 1     | 0     |
|    | Леонід Карчевський | Нападник    | 1919              | 1     | 0     |
|    | Іван Сєров         | Нападник    | 1915              | 1     | 0     |

## Кубок СРСР
| 1/8 фіналу 6 серпня 1944 |

| «Динамо» К | 1 – 2 | «Спартак» М      |
| ---------- | ----- | ---------------- |
| Калач 61'  | Звіт  | Климов 18', 117' |

| «Динамо» (Київ) Глядачів: 20 000 |

| ДИНАМО  |                    |     |
|         |                    |     |
| ВР      | Антон Ідзковський  |     |
| ЗХ      | Микола Махиня      |     |
| ПЗ      | Микола Хижніков    |     |
| ЗХ      | Володимир Балакін  |     |
| ПЗ      | Дмитро Васильєв    |     |
| ЗХ      | Абрам Лерман       |     |
| НП      | Павло Віньковатов  | 46' |
| НП      | Леонід Карчевський |     |
| НП      | Микола Балакін     |     |
| НП      | Іван Сєров         |     |
| НП      | Костянтин Калач    |     |
| Заміна: |                    |     |
| НП      | Петро Лайко        | 46' |

| СПАРТАК |                    |
|         |                    |
| ВР      | Олексій Леонтьєв   |
| ЗХ      | Віктор Соколов     |
| ЗХ      | Василь Соколов     |
| ПЗ      | Костянтин Малінін  |
| ПЗ      | Григорій Тучков    |
| ПЗ      | Микола Гуляєв      |
| НП      | Костянтин Рязанцев |
| НП      | Борис Смислов      |
| НП      | Микола Климов      |
| НП      | Олексій Соколов    |
| НП      | Георгій Глазков    |

## Кубок УРСР
| Дата       | Раунд | Команда 1           | Рахунок | Команда 2               |
| ---------- | ----- | ------------------- | ------- | ----------------------- |
| 10.09.1944 | 1/8   | «Спартак» (Полтава) | 1:5     | «Динамо» К              |
| 17.09.1944 | 1/4   | «Спартак» (Житомир) | 0:8     | «Динамо» К              |
| 01.10.1944 | Ф/Т   | «Динамо» К          | 1 : 0   | Локомотив (Харків)      |
| 06.10.1944 | Ф/Т   | «Динамо» К          | 1:0     | «Стахановець» (Сталіно) |
| 14.10.1944 | Ф/Т   | «Динамо» К          | 2:0     | «Динамо» (Одеса)        |

16.10.1944 фінал Динамо Київ- Локомотив Харків 2:0.